# Mark Knopfler

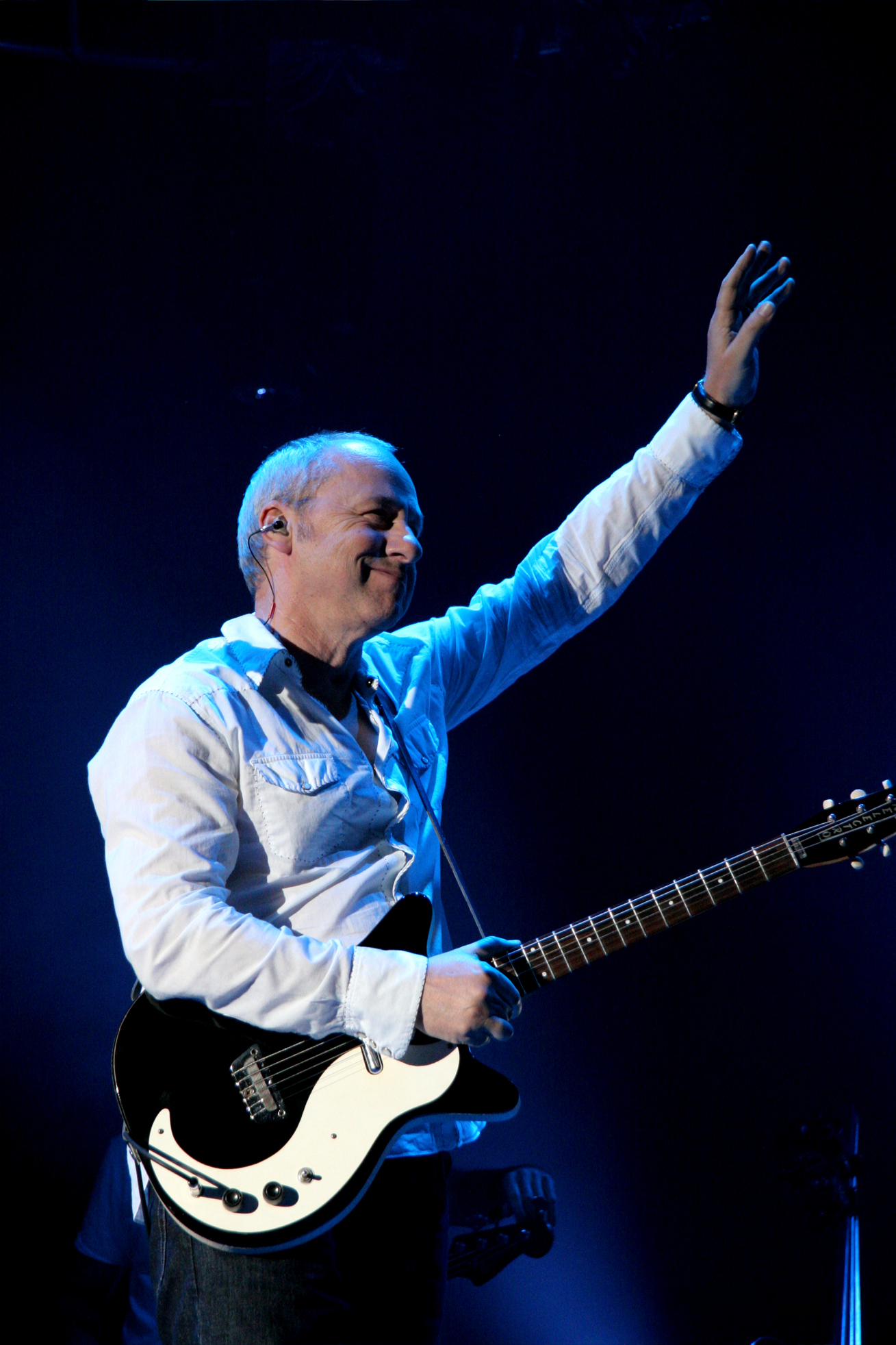
Mark Knopfler (2006)

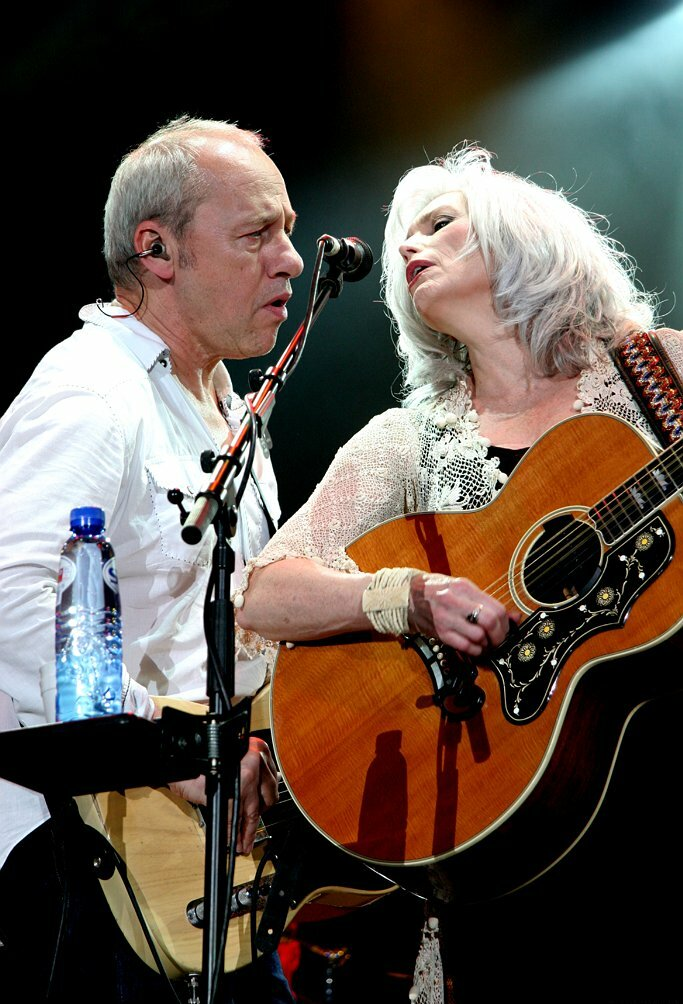
Mark Knopfler en Emmylou Harris in Ahoy (2006)

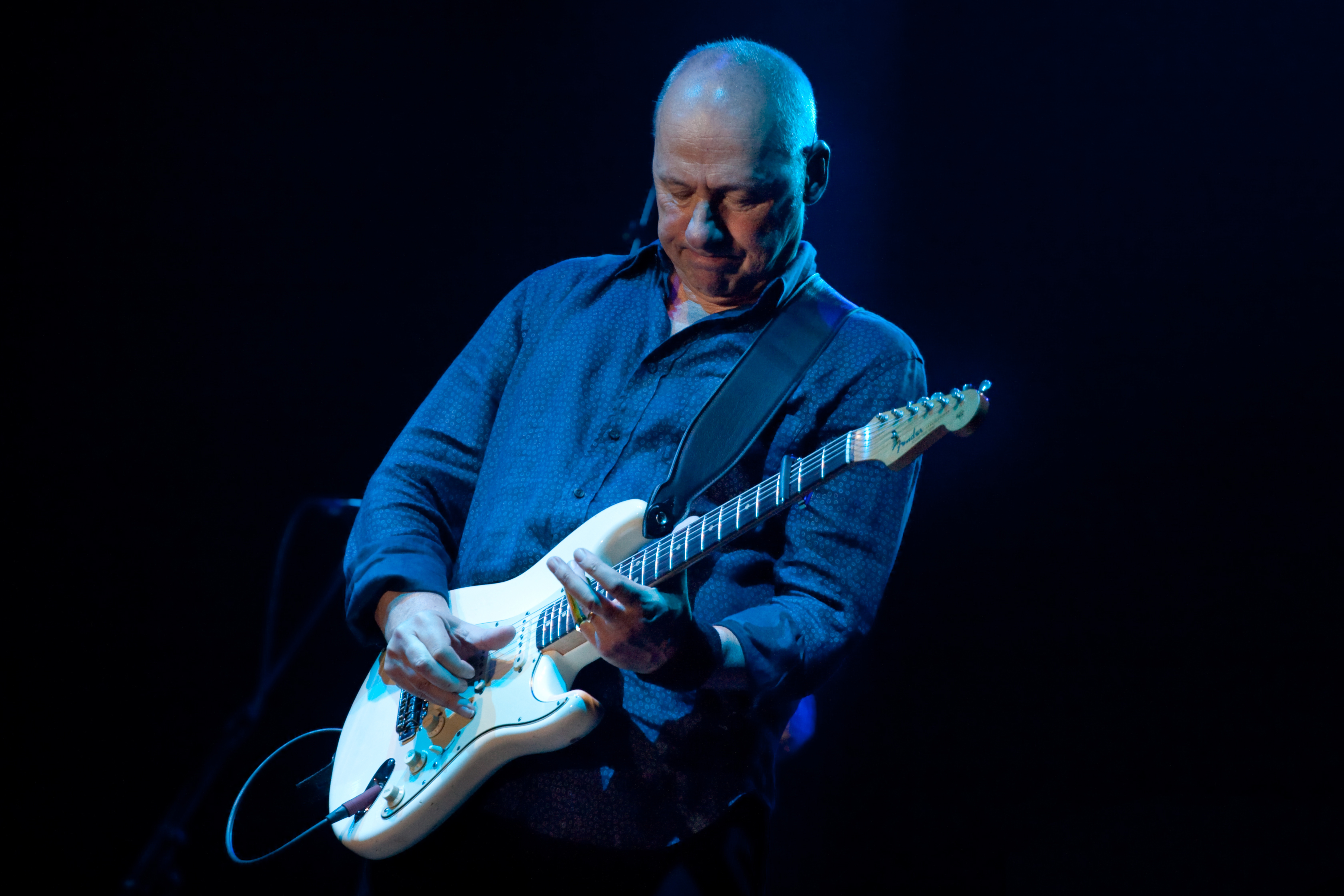
Mark Knopfler in Zwolle tijdens de Privateering Tour (2013)

Mark Freuder Knopfler (Glasgow, 12 augustus 1949) is een Brits zanger en gitarist. Hij werd vooral bekend als frontman van de Britse rockband Dire Straits.
Zijn beroemde gitaarspel lijkt een kruising tussen de zweverige sound van The Shadows van Hank B. Marvin en het fingerpickingspel van J.J. Cale. De lage neusstem van Knopfler roept herinneringen op aan Bob Dylan en eveneens J.J. Cale. Hij gaf zijn medewerking aan het album Slow Train Coming uit 1979 van Bob Dylan en Infidels uit 1983.

## Biografie

### Dire Straits
Dire Straits behaalde meteen groot succes met hun debuutalbum Dire Straits. Hierop staat onder meer het bekende nummer Sultans of Swing, dat hen in 1978 hun eerste platencontract opleverde. In 1985 verscheen Brothers in Arms, een van de eerste volledig digitaal opgenomen platen. Het album is met 269 weken in de Nederlandse Album Top 100 het langst genoteerde album aller tijden.
Naast zijn werk met Dire Straits bracht Knopfler een aantal soundtracks en later ook soloalbums uit. Daarnaast is hij een veelgevraagd sessie- en studiomuzikant. Hij schreef ook nummers voor andere artiesten waaronder Private Dancer voor Tina Turner en I Think I Love You Too Much voor de blinde bluesgitarist Jeff Healey. Hij werkte mee aan de albums Slow Train Coming en Infidels van Bob Dylan en trad op als producer voor onder andere Willy Deville, Aztec Camera en Randy Newman. Samen met Chet Atkins bracht hij een aantal albums uit waaronder Neck and Neck.

### Solo
In 1980 speelde Mark samen met Phil Lynott van Thin Lizzy het lied King's call. Dit staat op het album van Lynott Solo in Soho, uitgebracht in 1980.
In 1990 speelde hij in de countryband The Notting Hillbillies. Zijn wijze van gitaar spelen kwam nadrukkelijk naar voren in het country-geluid van de band. De band werd opgericht door Mark Knopfler en nam het album Missing.... presumed having a good time op. Na een serie optredens richtten alle bandleden zich op hun hoofdacts, alleen voor speciale gelegenheden traden ze nog op.
Zijn eerste soloalbum heette Golden Heart en kwam uit in 1996.
In 2000 verscheen het album Sailing to Philadelphia, waarvan het titelnummer hem een kleine hit opleverde in verschillende landen.
In 2001 werd een dinosauriër naar hem vernoemd (Masiakasaurus knopfleri), omdat de paleontologen die het fossiel vonden op dat moment toevallig naar "Money for Nothing" luisterden.
In 2003 werd Knopfler aangereden op zijn motor waarbij hij zeven ribben, zijn schouderblad en zijn sleutelbeen brak. Zeven maanden lang moest hij zijn werkzaamheden staken. Zijn promotietournee voor zijn derde album blies hij daarbij af. Hij herstelde volledig van zijn letsel.
Na het duetalbum All The Roadrunning (2006) met Emmylou Harris bracht Knopfler een vijfde soloalbum uit op 14 september 2007. De opvolger van Shangri-La kreeg de naam Kill To Get Crimson en bevat twaalf tracks. Ter promotie van dit album trad Knopfler op 29 en 30 maart 2008 en 31 maart 2008 op in Nederland in respectievelijk de Heineken Music Hall in Amsterdam en Ahoy in Rotterdam.
Hij is eigenaar van de British Grove Studios in West-Londen.
In 2009 verscheen Get Lucky. Dit is zijn zesde soloalbum. Voor de opnames trok Knopfler zich terug in zijn eigen British Grove Studios in Londen, die hetzelfde jaar het Music Producers Guild Award voor 'Best Studio' kreeg.
In het voorjaar en de zomer van 2010 bracht Knopfler bijna 90 shows in Noord-Amerika en Europa. Hij speelde hoofdzakelijk materiaal uit zijn solocarrière, maar ook enkele Dire Straits-nummers, en speelde dat jaar ook drie dagen achtereen in Heineken Music Hall in Amsterdam.
Op 31 augustus 2012 verscheen Privateering, het zevende soloalbum van Knopfler. Daarna is de opvolger Tracker verschenen. Op 6 juni 2015 deed hij Ziggo Dome in Amsterdam aan.
Knopfler speelde elektrische gitaar in het liedje What's Broken van David Crosby, dat op het in januari 2014 uitgegeven album Croz staat.
Op 19 september 2018 kondigde Knopfler zijn negende soloalbum Down the road wherever aan. Op diezelfde dag werd de single Good on You Son uitgebracht.
Op 24 januari 2024 kondigde Knopfler zijn tiende soloalbum “One Deep River” aan. Diezelfde dag werd de single “Ahead Of The Game” uitgebracht. Het gehele album verscheen op 12 april 2024.

### Privéleven
Mark Knopfler trouwde driemaal. Zijn eerste echtgenote was Kathy White, die hij al lang kende van school. Ze scheidden toen Knopfler in 1973 naar Londen verhuisde. In november 1983 trouwde Knopfler met Lourdes Salomone. Zij kregen in 1987 een tweeling en gingen in 1993 uit elkaar. Op Valentijnsdag 1997 trouwde Knopfler op het Caribische eiland Barbados met de Britse actrice en schrijfster Kitty Aldridge. Met haar heeft hij twee dochters.
Knopfler bezit een verzameling klassieke auto's, waarmee hij ook racet. Hij bezit onder andere een Maserati 300S en een Austin-Healey 100S.

## Discografie
- Zie ook discografie Dire Straits.
- Zie ook discografie The Notting Hillbillies.

### Albums
| Album met eventuele hitnotering(en) in de Nederlandse Album Top 100 | Datum van verschijnen | Datum van binnenkomst | Hoogste positie | Aantal weken | Opmerkingen        |
| ------------------------------------------------------------------- | --------------------- | --------------------- | --------------- | ------------ | ------------------ |
| Local hero                                                          | 1983                  | 16-04-1983            | 19              | 8            | Soundtrack         |
| Cal                                                                 | 1984                  | 03-11-1984            | 28              | 8            | Soundtrack         |
| The princess bride                                                  | 1987                  | -                     |                 |              | Soundtrack         |
| Last exit to Brooklyn                                               | 1989                  | -                     |                 |              | Soundtrack         |
| Neck and neck                                                       | 1990                  | 19-01-1991            | 12              | 21           | met Chet Atkins    |
| Screenplaying - The best of Mark Knopfler                           | 08-11-1993            | 27-11-1993            | 15              | 15           | Verzamelalbum      |
| Golden heart                                                        | 23-03-1996            | 06-04-1996            | 4               | 28           |                    |
| Wag the dog                                                         | 19-01-1998            | 21-02-1998            | 73              | 3            | Soundtrack         |
| Metroland                                                           | 1998                  | -                     |                 |              | Soundtrack         |
| Sailing to Philadelphia                                             | 25-09-2000            | 07-10-2000            | 2               | 56           |                    |
| A shot at glory                                                     | 2001                  | -                     |                 |              | Soundtrack         |
| The ragpicker's dream                                               | 30-09-2002            | 12-10-2002            | 2               | 21           |                    |
| Shangri-la                                                          | 24-09-2004            | 25-09-2004            | 4               | 21           |                    |
| The trawlerman's song                                               | 2005                  | -                     |                 |              | ep                 |
| One take radio sessions                                             | 2005                  | -                     |                 |              | ep                 |
| The Best of Dire Straits & Mark Knopfler: Private Investigations    | 04-11-2005            | 12-11-2005            | 23              | 29           | Verzamelalbum      |
| All the roadrunning                                                 | 21-04-2006            | 24-04-2006            | 3               | 31           | met Emmylou Harris |
| Kill to get crimson                                                 | 14-09-2007            | 15-09-2007            | 4               | 21           |                    |
| Get lucky                                                           | 14-09-2009            | 19-09-2009            | 3               | 22           |                    |
| Privateering                                                        | 31-08-2012            | 08-09-2012            | 1 (1wk)         | 26           |                    |
| Tracker                                                             | 16-03-2015            | 21-03-2015            | 1 (2wk)         | 27           |                    |
| Altamira                                                            | 1-04-2016             | -                     | -               | -            | met Evelyn Glennie |
| Down the road wherever                                              | 2018                  | 24-11-2018            | 5               | 8            |                    |
| One deep river                                                      | 12-04-2024            | 20-04-2024            | 2               | 4            |                    |

| Album met hitnotering(en) in de Vlaamse Ultratop 200 albums      | Datum van verschijnen | Datum van binnenkomst | Hoogste positie | Aantal weken | Opmerkingen        |
| ---------------------------------------------------------------- | --------------------- | --------------------- | --------------- | ------------ | ------------------ |
| Golden heart                                                     | 1996                  | 06-04-1996            | 10              | 16           |                    |
| Sailing to Philadelphia                                          | 2000                  | 07-10-2000            | 4               | 17           |                    |
| The ragpicker's dream                                            | 2002                  | 12-10-2002            | 6               | 6            |                    |
| Shangri-la                                                       | 2004                  | 02-10-2004            | 9               | 18           |                    |
| The Best of Dire Straits & Mark Knopfler: Private Investigations | 2005                  | 19-11-2005            | 14              | 27           | Verzamelalbum      |
| All the roadrunning                                              | 2006                  | 29-04-2006            | 5               | 20           | met Emmylou Harris |
| Kill to get crimson                                              | 2007                  | 22-09-2007            | 11              | 15           |                    |
| Get lucky                                                        | 2009                  | 19-09-2009            | 12              | 10           |                    |
| Privateering                                                     | 2012                  | 08-09-2012            | 2               | 29           |                    |
| Tracker                                                          | 2015                  | 28-03-2015            | 1               | 29           |                    |
| Down the road wherever                                           | 2018                  | 24-11-2018            | 7               | 13           |                    |
| One deep river                                                   | 12-04-2024            | 20-04-2024            | 2               | 10           |                    |

### Singles
| Single met eventuele hitnotering(en) in de Nederlandse Top 40 | Datum van verschijnen | Datum van binnenkomst | Hoogste positie | Aantal weken | Opmerkingen                                     |
| ------------------------------------------------------------- | --------------------- | --------------------- | --------------- | ------------ | ----------------------------------------------- |
| Going home (Theme from The local hero)                        | 1983                  | 26-03-1983            | 20              | 5            | Nr. 26 in de Single Top 100                     |
| Storybook love                                                | 1988                  | 26-03-1988            | tip16           | -            | met Willy Deville / Nr. 77 in de Single Top 100 |
| What it is                                                    | 18-09-2000            | -                     |                 |              | Nr. 38 in de Single Top 100                     |
| Sailing to Philadelphia                                       | 26-02-2001            | -                     |                 |              | met James Taylor / Nr. 73 in de Single Top 100  |
| Why aye man                                                   | 16-09-2002            | -                     |                 |              | Nr. 45 in de Single Top 100                     |
| Boom, Like That                                               | 13-09-2004            | -                     |                 |              | Nr. 30 in de Single Top 100                     |

| Single met hitnotering(en) in de Vlaamse Ultratop 50 | Datum van verschijnen | Datum van binnenkomst | Hoogste positie | Aantal weken | Opmerkingen                 |
| ---------------------------------------------------- | --------------------- | --------------------- | --------------- | ------------ | --------------------------- |
| What it is                                           | 2000                  | 16-09-2000            | tip11           | -            |                             |
| True love will never fade                            | 24-09-2007            | -                     |                 |              | Nr. 22 in de Radio 2 Top 30 |
| Redbud tree                                          | 09-07-2012            | 08-09-2012            | tip57           | -            |                             |

### NPO Radio 2 Top 2000
| Nummers met noteringen in de NPO Radio 2 Top 2000 | '00 | '01 | '02 | '03 | '04 | '05 | '06 | '07 | '08 | '09 | '10 | '11 | '12 | '13 | '14 | '15 | '16  | '17  | '18 | '19 | '20  | '21  | '22  | '23  | '24  |
| ------------------------------------------------- | --- | --- | --- | --- | --- | --- | --- | --- | --- | --- | --- | --- | --- | --- | --- | --- | ---- | ---- | --- | --- | ---- | ---- | ---- | ---- | ---- |
| Going Home: Theme of the Local Hero               | -   | -   | -   | -   | -   | -   | -   | -   | -   | -   | -   | -   | -   | -   | -   | -   | -    | -    | -   | -   | 1685 | 1486 | 1521 | 1491 | 1390 |
| Sailing to Philadelphia (met James Taylor)        | ×   | -   | -   | 942 | 427 | 367 | 405 | 515 | 513 | 458 | 393 | 479 | 670 | 582 | 733 | 764 | 1254 | 1317 | 866 | 824 | 944  | 891  | 902  | 974  | 1095 |
| What It Is                                        | 545 | -   | 340 | 455 | 762 | 653 | 836 | 950 | 724 | 708 | 697 | 541 | 417 | 400 | 448 | 445 | 617  | 710  | 720 | 803 | 804  | 724  | 738  | 845  | 828  |

1. ↑  Een '-' betekent dat het nummer niet was genoteerd, een '×' betekent dat het nummer nog niet was uitgebracht en een vetgedrukt getal geeft de hoogste notering van een nummer aan.
2. ↑  2000 was het eerste jaar met een notering voor Mark Knopfler.

### Dvd's
| Dvd's met hitnoteringen in de Nederlandse Music Top 30 | Datum van verschijnen | Datum van binnenkomst | Hoogste positie | Aantal weken | Opmerkingen        |
| ------------------------------------------------------ | --------------------- | --------------------- | --------------- | ------------ | ------------------ |
| A night in London                                      | 2004                  | 08-05-2004            | 8               | 11           |                    |
| Real live roadrunning                                  | 2006                  | 25-11-2006            | 7               | 23           | met Emmylou Harris |
| Let it all go - Live in 2007 Switzerland               | 2013                  | 08-06-2013            | 24              | 3            |                    |